# Râul Valea Scroafei, Peșteana
Râul Valea Scroafei este un curs de apă, afluent al râului Peșteana.